# Philonotis amblystegioides
Philonotis amblystegioides là một loài rêu trong họ Bartramiaceae. Loài này được Demaret & P. de la Varde mô tả khoa học đầu tiên năm 1957.